# Gran Premio de Australia de Motociclismo de 2017
El Gran Premio de Australia de Motociclismo de 2017 (oficialmente Michelin Australian Motorcycle Grand Prix) fue la decimosexta prueba del Campeonato del Mundo de Motociclismo de 2017. Tuvo lugar en el fin de semana del 20 al 22 de octubre de 2017 en el Circuito de Phillip Island, situado en la isla de Phillip Island, estado de Victoria, Australia.
La carrera de MotoGP fue ganada por Marc Márquez, seguido de Valentino Rossi y Maverick Viñales. Miguel Oliveira fue el ganador de la prueba de Moto2, por delante de Brad Binder y Franco Morbidelli. La carrera de Moto3 fue ganada por Joan Mir, Livio Loi fue segundo y Jorge Martín tercero.

## Resultados

### Resultados MotoGP
| Pos.    | N.º | Piloto           | Constructor | Vueltas | Tiempo    | Parrilla | Puntos |
| ------- | --- | ---------------- | ----------- | ------- | --------- | -------- | ------ |
| 1       | 93  | Marc Márquez     | Honda       | 27      | 40:49.772 | 1        | 25     |
| 2       | 46  | Valentino Rossi  | Yamaha      | 27      | +1.799    | 7        | 20     |
| 3       | 25  | Maverick Viñales | Yamaha      | 27      | +1.826    | 2        | 16     |
| 4       | 5   | Johann Zarco     | Yamaha      | 27      | +1.842    | 3        | 13     |
| 5       | 35  | Cal Crutchlow    | Honda       | 27      | +3.845    | 10       | 11     |
| 6       | 29  | Andrea Iannone   | Suzuki      | 27      | +3.871    | 4        | 10     |
| 7       | 43  | Jack Miller      | Honda       | 27      | +5.619    | 5        | 9      |
| 8       | 42  | Álex Rins        | Suzuki      | 27      | +12.208   | 13       | 8      |
| 9       | 44  | Pol Espargaró    | KTM         | 27      | +16.251   | 6        | 7      |
| 10      | 38  | Bradley Smith    | KTM         | 27      | +16.262   | 9        | 6      |
| 11      | 45  | Scott Redding    | Ducati      | 27      | +21.652   | 20       | 5      |
| 12      | 26  | Dani Pedrosa     | Honda       | 27      | +21.668   | 12       | 4      |
| 13      | 4   | Andrea Dovizioso | Ducati      | 27      | +21.692   | 11       | 3      |
| 14      | 17  | Karel Abraham    | Ducati      | 27      | +26.110   | 15       | 2      |
| 15      | 99  | Jorge Lorenzo    | Ducati      | 27      | +26.168   | 16       | 1      |
| 16      | 53  | Esteve Rabat     | Honda       | 27      | +26.252   | 14       |        |
| 17      | 19  | Álvaro Bautista  | Ducati      | 27      | +36.377   | 22       |        |
| 18      | 76  | Loris Baz        | Ducati      | 27      | +39.654   | 17       |        |
| 19      | 22  | Sam Lowes        | Aprilia     | 27      | +40.400   | 23       |        |
| 20      | 8   | Héctor Barberá   | Ducati      | 27      | +45.901   | 19       |        |
| 21      | 9   | Danilo Petrucci  | Ducati      | 27      | +48.768   | 18       |        |
| 22      | 23  | Broc Parkes      | Yamaha      | 27      | +57.711   | 21       |        |
| Ret     | 41  | Aleix Espargaró  | Aprilia     | 7       | Caída     | 8        |        |
| Fuente: |     |                  |             |         |           |          |        |

### Resultados Moto2
| Pos.    | N.º | Piloto              | Constructor | Vueltas | Tiempo    | Parrilla | Puntos |
| ------- | --- | ------------------- | ----------- | ------- | --------- | -------- | ------ |
| 1       | 44  | Miguel Oliveira     | KTM         | 25      | 39:25.920 | 3        | 25     |
| 2       | 41  | Brad Binder         | KTM         | 25      | +2.974    | 4        | 20     |
| 3       | 21  | Franco Morbidelli   | Kalex       | 25      | +3.846    | 5        | 16     |
| 4       | 2   | Jesko Raffin        | Kalex       | 25      | +7.348    | 9        | 13     |
| 5       | 97  | Xavi Vierge         | Tech 3      | 25      | +7.403    | 12       | 11     |
| 6       | 73  | Álex Márquez        | Kalex       | 25      | +12.125   | 6        | 10     |
| 7       | 24  | Simone Corsi        | Speed Up    | 25      | +12.217   | 15       | 9      |
| 8       | 77  | Dominique Aegerter  | Suter       | 25      | +12.244   | 8        | 8      |
| 9       | 11  | Sandro Cortese      | Suter       | 25      | +12.475   | 13       | 7      |
| 10      | 12  | Thomas Lüthi        | Kalex       | 25      | +12.605   | 10       | 6      |
| 11      | 49  | Axel Pons           | Kalex       | 25      | +12.971   | 14       | 5      |
| 12      | 42  | Francesco Bagnaia   | Kalex       | 25      | +20.887   | 17       | 4      |
| 13      | 62  | Stefano Manzi       | Kalex       | 25      | +28.821   | 21       | 3      |
| 14      | 7   | Lorenzo Baldassarri | Kalex       | 25      | +31.214   | 19       | 2      |
| 15      | 87  | Remy Gardner        | Tech 3      | 25      | +34.678   | 16       | 1      |
| 16      | 55  | Hafizh Syahrin      | Kalex       | 25      | +34.911   | 23       |        |
| 17      | 37  | Augusto Fernández   | Speed Up    | 25      | +35.694   | 24       |        |
| 18      | 45  | Tetsuta Nagashima   | Kalex       | 25      | +56.487   | 27       |        |
| 19      | 32  | Isaac Viñales       | Kalex       | 25      | +56.528   | 25       |        |
| 20      | 27  | Iker Lecuona        | Kalex       | 25      | +56.550   | 26       |        |
| 21      | 89  | Khairul Idham Pawi  | Kalex       | 25      | +57.548   | 28       |        |
| 22      | 6   | Tarran Mackenzie    | Suter       | 25      | +1:01.191 | 29       |        |
| 23      | 10  | Luca Marini         | Kalex       | 25      | +1:39.824 | 30       |        |
| Ret     | 30  | Takaaki Nakagami    | Kalex       | 23      | Caída     | 7        |        |
| Ret     | 57  | Edgar Pons          | Kalex       | 23      | Retirado  | 22       |        |
| Ret     | 40  | Fabio Quartararo    | Kalex       | 5       | Caída     | 20       |        |
| Ret     | 5   | Andrea Locatelli    | Kalex       | 2       | Caída     | 11       |        |
| Ret     | 9   | Jorge Navarro       | Kalex       | 2       | Caída     | 18       |        |
| Ret     | 23  | Marcel Schrötter    | Suter       | 1       | Caída     | 2        |        |
| Ret     | 54  | Mattia Pasini       | Kalex       | 1       | Caída     | 1        |        |
| DNS     | 19  | Xavier Siméon       | Kalex       |         | No empezó |          |        |
| Fuente: |     |                     |             |         |           |          |        |

### Resultados Moto3
La carrera programada originalmente a 23 vueltas fue detenida con bandera roja al comienzo de la vuelta 17 por una intensa lluvia que cubrió el circuito. La clasificación final fue determinada por la posición de los pilotos al final de la vuelta 15.
| Pos.    | N.º | Piloto                 | Constructor | Vueltas | Tiempo     | Parrilla | Puntos |
| ------- | --- | ---------------------- | ----------- | ------- | ---------- | -------- | ------ |
| 1       | 36  | Joan Mir               | Honda       | 15      | 24:51.490  | 3        | 25     |
| 2       | 11  | Livio Loi              | Honda       | 15      | +0.351     | 21       | 20     |
| 3       | 88  | Jorge Martín           | Honda       | 15      | +0.359     | 1        | 16     |
| 4       | 19  | Gabriel Rodrigo        | KTM         | 15      | +0.388     | 2        | 11     |
| 5       | 33  | Enea Bastianini        | Honda       | 15      | +0.408     | 9        | 11     |
| 6       | 5   | Romano Fenati          | Honda       | 15      | +0.808     | 5        | 10     |
| 7       | 71  | Ayumu Sasaki           | Honda       | 15      | +0.834     | 17       | 9      |
| 8       | 7   | Adam Norrodin          | Honda       | 15      | +1.291     | 22       | 8      |
| 9       | 24  | Tatsuki Suzuki         | Honda       | 15      | +3.648     | 10       | 7      |
| 10      | 48  | Lorenzo Dalla Porta    | Mahindra    | 15      | +4.005     | 14       | 6      |
| 11      | 8   | Nicolò Bulega          | KTM         | 15      | +4.036     | 23       | 5      |
| 12      | 84  | Jakub Kornfeil         | Peugeot     | 15      | +4.085     | 20       | 4      |
| 13      | 65  | Philipp Öttl           | KTM         | 15      | +4.251     | 13       | 3      |
| 14      | 16  | Andrea Migno           | KTM         | 15      | +6.004     | 26       | 2      |
| 15      | 96  | Manuel Pagliani        | Mahindra    | 15      | +6.540     | 7        | 1      |
| 16      | 64  | Bo Bendsneyder         | KTM         | 15      | +19.418    | 19       |        |
| 17      | 41  | Nakarin Atiratphuvapat | Honda       | 15      | +25.293    | 28       |        |
| 18      | 14  | Tony Arbolino          | Honda       | 15      | +40.800    | 24       |        |
| 19      | 6   | María Herrera          | Mahindra    | 15      | +40.858    | 27       |        |
| 20      | 27  | Kaito Toba             | Honda       | 15      | +43.698    | 30       |        |
| 21      | 42  | Marcos Ramírez         | KTM         | 15      | +1:38.853  | 16       |        |
| 22      | 70  | Tom Toparis            | KTM         | 14      | +1 Vuelta  | 31       |        |
| 23      | 58  | Juan Francisco Guevara | KTM         | 14      | +1 Vuelta  | 4        |        |
| 24      | 40  | Darryn Binder          | KTM         | 12      | +3 Vueltas | 18       |        |
| NC      | 44  | Arón Canet             | Honda       | 10      | +5 Vueltas | 8        |        |
| Ret     | 4   | Patrik Pulkkinen       | Peugeot     | 9       | Caída      | 29       |        |
| Ret     | 12  | Marco Bezzecchi        | Mahindra    | 7       | Caída      | 12       |        |
| Ret     | 95  | Jules Danilo           | Honda       | 5       | Caída      | 6        |        |
| Ret     | 21  | Fabio Di Giannantonio  | Honda       | 4       | Caída      | 11       |        |
| Ret     | 23  | Niccolò Antonelli      | KTM         | 1       | Caída      | 15       |        |
| Ret     | 17  | John McPhee            | Honda       | 0       | Caída      | 25       |        |
| Fuente: |     |                        |             |         |            |          |        |